# Gmach Klubu Garnizonowego w Radomiu
Gmach Klubu Garnizonowego w Radomiu – zabytkowy budynek znajdujący się w Radomiu, przy ulicy Słowackiego 17. Obiekt jest częścią szlaku turystycznego Zabytki Radomia.

## Historia i opis
Budynek wzniesiono w 1891 roku jako siedzibę klubu garnizonowego, który zajmował go do 1906 roku. Autorem projektu był architekt H. Karłowicz–Szisler. Od 1906 roku mieściły się w nim różne placówki oświatowe, m.in. Szkoła Handlowa Żeńska. W 1915 roku obiekt przejęło wojsko rosyjskie i urządziło w nim szpital polowy. W okresie międzywojennym budynek zajmowało seminarium nauczycielskie oraz Radomska Dyrekcja Okręgowa Kolei Państwowych (od 1933). Po II wojnie światowej gmach razem z kamienicą na rogu z ulicą 25 Czerwca był siedzibą Związku Nauczycielstwa Polskiego. W 2002 roku przeprowadzono gruntowną renowację budynku i przekazano go Młodzieżowemu Domowi Kultury im. Heleny Stadnickiej. Gmach Klubu Garnizonowego w Radomiu to czterokondygnacyjny, eklektyczny budynek murowany. Na budynku znajduje się tablica z 1968 poświęcona pamięci nauczycieli i wychowanków Ziemi Radomskiej poległych w walkach i pomordowanych przez Niemców w latach 1939–1945.

## Galeria

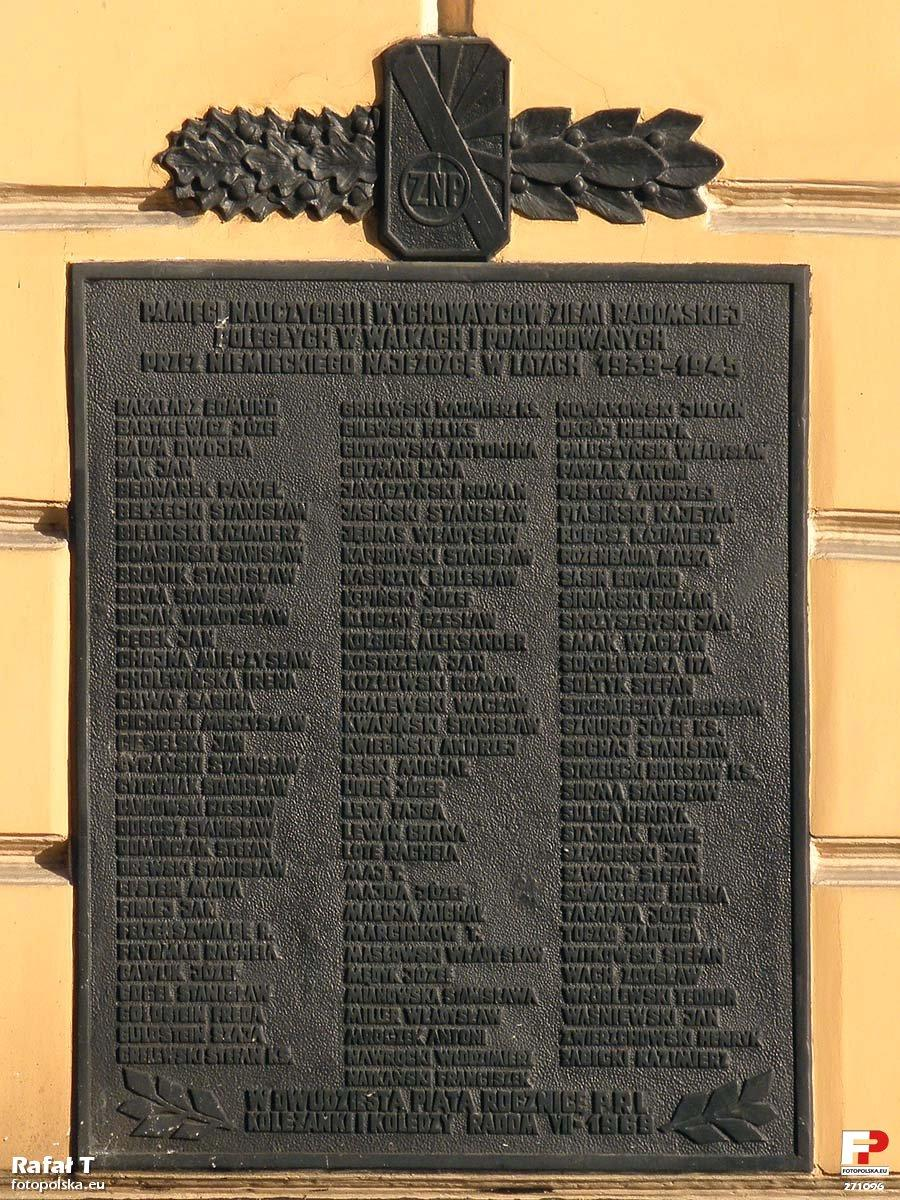
Tablica pamiątkowa na fasadzie budynku